# Вестерос (континент)
Вестерос (англ. Westeros) — вымышленный континент, на котором происходит действие фантастической саги Джорджа Мартина «Песнь льда и огня» и её экранизаций. Отделён Узким морем от Эссоса. Номинально вся обитаемая часть Вестероса составляет одно государство, Семь Королевств, со столицей в Королевской Гавани.

## География
В описании Джорджа Мартина Вестерос представляет собой огромный континент на западе известного людям мира. Со всех сторон он омывается морями: на севере это Студёное море, на востоке — Узкое, на юге Полуденное и на западе — Закатное. За Узким морем находится ещё один большой континент, Эссос, с западной частью которого Вестерос постоянно тесно контактирует (в древнейшую эпоху два континента были связаны перешейком, который позже исчез). Далеко на юго-востоке, за Полуденным морем, располагается континент Соториос, о котором жители Вестероса знают немногое. Существует мнение, что и на западе, за Закатным морем, могут быть какие-то земли: на их поиски отправился Брандон Корабельщик, но не вернулся, туда же мечтала отправиться верхом на драконе и Рейенис Таргариен.
Данные о размерах Вестероса крайне приблизительны. Путь через обитаемую часть материка занимает много месяцев, расстояние достаточно велико, чтобы успел смениться ряд климатических зон от жарких пустынь в Дорне до зоны постоянного холода на севере. При этом даже жители континента не представляют, насколько далеко он простирается в своей северной, почти неосвоенной, части. Мартин в одном из интервью уточнил, что по размерам Вестерос близок к Южной Америке. По форме континент явным образом напоминает Британские острова.
На континенте выделяется ряд историко-географических регионов. Самый крупный и наименее населённый из них — Север. Заболоченный Перешеек соединяет его с Речными землями, к востоку от которых, за Лунными горами, располагается относительно небольшая, но очень плодородная Долина Аррен. Южнее, на побережье Узкого моря, находятся Королевские земли с центром в Королевской гавани (столице всей страны), далее Штормовые земли, страдающие от морских бурь, но богатые благодаря как земледелию, так и торговле с Эссосом. Крайний юг Вестероса — это Дорн, редконаселённый, но традиционно сохраняющий самостоятельность благодаря обособленному географическому положению. Юго-запад континента занимает Простор, обширный (это второй из регионов по площади) и густонаселённый, главная житница Вестероса; на его территории расположен большой город Старомест. Наконец, на северо-западе располагаются Западные земли с центром в Ланниспорте, богатые благодаря месторождениям золота и серебра. Неподалёку от них в Закатном море находятся Острова Железных людей.

## Хронология
Жизнь Вестероса делится на природные циклы неравномерной протяжённости: по неясным причинам лето и зима могут растягиваться на долгое время (до 10 лет) или быть совсем короткими. Тем не менее летоисчисление на континенте производится по классическому принципу. Началом отсчёта стало Завоевание Эйегона.

## История
В книгах Мартина Вестерос в значительной степени противопоставлен другим материкам своей вселенной. По словам одного из исследователей, это «правильный мир взрослой рациональности», за пределами которого происходят явно сказочные события (в частности, действуют Белые ходоки и драконы). Вестерос оказывается «сферой истории», тогда как за Стеной и Узким морем находится сфера мифа и магии.
История Вестероса длится примерно 12 тысяч лет. Она связана с несколькими волнами завоеваний, которые всегда приходят с востока, из Эссоса. Первыми жителями континента были Дети леса, которые отступили в леса под натиском Первых людей. Позже Вестерос завоевали андалы, оттеснившие Детей леса на север, а на юге поселились ройнары, слившиеся с населением Дорна. На территории континента возникло множество королевств, число которых постепенно сократилось до семи. За 300 лет до действия основных книг Джорджа Мартина континент был завоёван валирийской династией Таргариенов, представители которой приложили большие усилия для объединения страны. Таргариены были свергнуты в ходе восстания нескольких великих домов, и воцарилась династия Баратеонов.
В эпоху, описанную Мартином, Вестерос представляет собой мир классического феодализма. Континент объединён в рамках одного государства, и король возглавляет феодальную пирамиду: ступенью ниже находятся великие дома, владеющие всей полнотой власти в каждом из «семи королевств», ещё ниже — менее значительные лорды, а далее — рыцари. Существуют духовенство (сословие септонов), крестьянство, выполняющее феодальные повинности. Важную роль в жизни континента играют города — центры ремесла и торговли. Существуют разные мнения о том, способно ли описанное Мартином общество к развитию и, в частности, в переходе от Средневековья к условному Новому времени.
Данные по истории Вестероса содержатся в целом ряде книг Джорджа Мартина. Основная часть цикла «Песнь льда и огня» (романы «Игра престолов», «Битва королей», «Буря мечей», «Пир стервятников» и «Танец с драконами») представляет собой рассказ о событиях, начавшихся в 298 году от Завоевания Эйегона и происходивших по крайней мере до 300 года. При этом в воспоминаниях персонажей постоянно упоминаются события предыдущей эпохи — в частности, связанные со свержением Таргариенов и 15-летним правлением Роберта Баратеона. Исторические экскурсы содержатся и в авторских приложениях к текстам романов.
Кроме того, существует цикл «Повести о Дунке и Эгге», действие которого происходит на 90 лет раньше, в эпоху Таргариенов. В 2014 году Мартин издал совместно с Элио Гарсией и Линдой Антонссон книгу «Мир льда и пламени» — рассказ об истории Вестероса (и отчасти Эссоса) с древнейших времён до начала действия «Песни», стилизованный под хронику. Позже был опубликован двухтомный труд «Пламя и кровь» в том же жанре, в котором более подробно излагается история эпохи Таргариенов.
Дополнительные уточнения по истории Вестероса Мартин регулярно делает в интервью и в своём блоге.

## Население
Вестерос населён крайне неравномерно. Низкая плотность населения в Дорне, представляющем собой жаркую пустыню, и на Севере, где напротив слишком холодно. Выделяются большие города: Королевская гавань (известно, что в ней живёт больше людей, чем на всём Севере), Старомест, Ланниспорт. В целом Семь королевств представляет собой аграрную страну, и большинство населения в ней — крестьяне.
Делению Вестероса на семь «королевств» соответствует и деление на языковые регионы: жители разных частей королевства различаются по особенностям языка. Дополнительное своеобразие сохраняют жители Дорна, в жилах которых течёт в том числе кровь ройнаров. Дети леса после появления андалов ушли на север, за Стену. В эпоху, описанную Мартином, за Стеной живёт целая группа народов, известная на юге как «одичалые» (их самоназвание — «вольный народ»). Это тенны, оборотни-варги, людоеды с реки Молочной, последние великаны, а также перебежчики из Семи королевств и их потомки. Они регулярно совершают грабительские набеги на юг или пытаются поселиться по южную сторону Стены.
На севере живут ещё Иные или «Белые ходоки» — самый загадочный народ Вестероса. Иные говорят на своём языке, звучащем как треск льда, им сопутствуют зима и холод, они неуязвимы для обычного оружия, а их трупы испаряются. Люди, убитые Иными, превращаются в упырей.